# Zema porcelán
A ZEMA magyar porcelán- és ékszermárka, amely 2009-ben mutatkozott be. Az ékszerek finomporcelánból készülnek, teljes egészében magyar termékek.

Az alapítók, Papp János és Papp Erzsebét, aktív szerepet játszanak a tervezés, gyártás és forgalmazás folyamatában. A márkanév a tulajdonosok gyermekeinek kezdőbetűiből áll („Zs” mint Zsófia, „E” mint Eszter, „M” mint Máté). A ZEMA filozófiája, hogy a művészet, a kultúra és a hagyományok iránti elhivatottságot közvetítse termékei által.

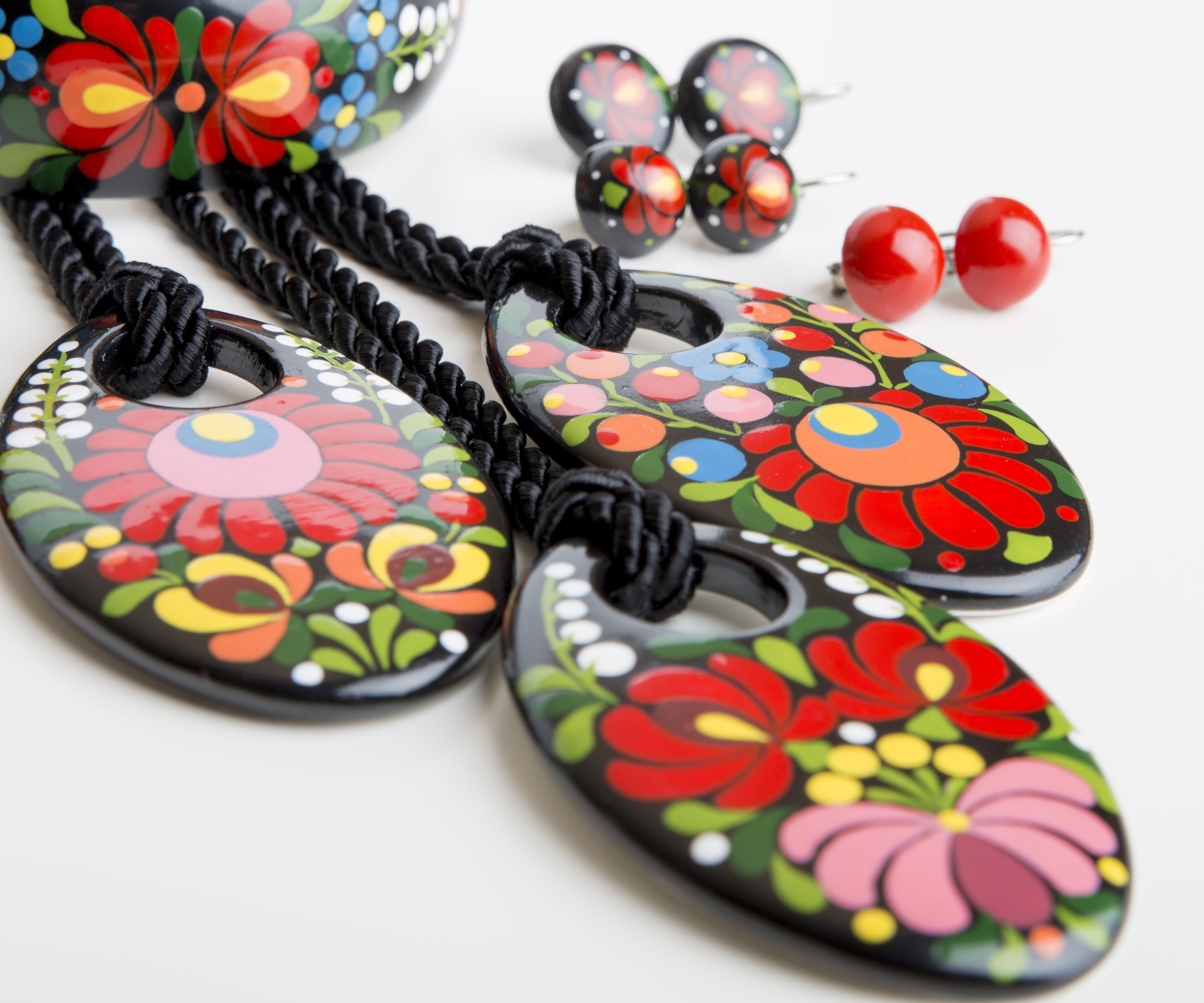

A ZEMA 2014-ben Nemzeti Érték címet kapott.

## Gyártás
Termékei manufakturális gyártással készülnek, a pálházai manufaktúrában. A gyártási folyamat minden mozzanata kézi munka, amelyet porcelán-készítő szakemberek végeznek. Az alapanyagok Angliából és Franciaországból érkeznek, az ékszerek formáit pedig szobrászművészek készítik a ZEMA tervei alapján. A díszítő festéseket festőművészek és porcelánfestők készítik. Az ékszerek dekorálásánál 24 karátos aranyat és 23 karátos platinát használnak.
A ZEMA dekorációs motívumai között megtalálhatóak a magyar népművészet elemei, és tájegységenként feldolgozzák azok motívumait, így például a kalocsai, matyó, lyukmintás, sárközi vagy szűr mintákat. Ezen kívül a magyarországi művészeti stílusok, így a barokk, a szecesszió és az art deco is megjelenik az ékszereken. A márka magyar festőművészek, köztük Csontváry-Kosztka Tivadar, Faragó Miklós, Szász Endre és Szinyei Merse Pál alkotásait is feldolgozta porcelán ékszerein.

## Megjelenések
A ZEMA számos nemzetközi kiállításon és bemutatón vett részt, ahol Magyarországot képviselte. Ezek között szerepel a London Fashion Week, a New York Fashion Week, a Párizs Fashion Week és a Bécs Fashion Week. A márka a 60. M4 Sport – Az Év Sportolója Gálára egyedileg tervezett és kizárólag erre az alkalomra készített díjat készített, amely a magyar sportolók teljesítményét ünnepelte.